# Capophanes conspersa
Capophanes conspersa is een insect uit de familie van de mierenleeuwen (Myrmeleontidae), die tot de orde netvleugeligen (Neuroptera) behoort. 
Capophanes conspersa is voor het eerst wetenschappelijk beschreven door Banks in 1938.